# Rubus kletensis
Rubus kletensis är en rosväxtart som beskrevs av M.Lep. Rubus kletensis ingår i släktet rubusar, och familjen rosväxter. Inga underarter finns listade i Catalogue of Life.